# 1475
1475 (MCDLXXV) var ett normalår som började en söndag i den julianska kalendern.

## Händelser

### Juni
- 1 juni – Krim blir en osmansk vasallstat.[1]

### Okänt datum
- Svensk besättning inläggs på Narva fästning, vilket avslutar kriget i Livland.
- Fästningen Nyslott (Olofsborg) i Finland anläggs av länsherren där, Erik Axelsson (Tott), till skydd mot ryssarna. Sedan dessa retat sig på den nya fästningen utbryter krig mellan Sverige och Ryssland.
- Stillestånd sluts med ryssarna i december detta år (eller januari 1476), vilket avslutar kriget.
- Viborg får en utbyggd stadsmur.
- Sten Sture den äldre låter avrätta den i Västsverige mycket populäre kaparhövdingen och före detta befälhavaren på Älvsborgs fästning, Otte Torbjörnsson.

## Födda
- 6 mars – Michelangelo Buonarroti, italiensk målare, skulptör, poet och arkitekt.
- 21 maj – Joachim Trolle, dansk amiral.
- 29 juni – Beatrice d'Este, italiensk adelsdam.
- 6 september – Sebastiano Serlio, italiensk arkitekt.
- 13 september – Cesare Borgia, furste av Valencia.
- 11 december – Leo X, född Giovanni di Lorenzo de' Medici, påve 1513–1521.
- 24 december – Thomas Murner, tysk satiriker.
- Giulia Farnese – italiensk adelsdam omskriven som en from kurtisan till påve Alexander VI
- Alessandra Scala – italiensk humanist.

## Avlidna
- 6 maj – Dirk Bouts, nederländsk målare.
- 13 juni – Johanna av Portugal, drottning av Kastilien.
- 12 november – Johanna av Rosenthal, drottning av Böhmen.
- 10 december – Paolo Uccello, italiensk målare.

### Fotnoter
1. ↑  World Statesmen (läst 7 april 2011)